# Parroquia de San Andrés (San Vicente y las Granadinas)

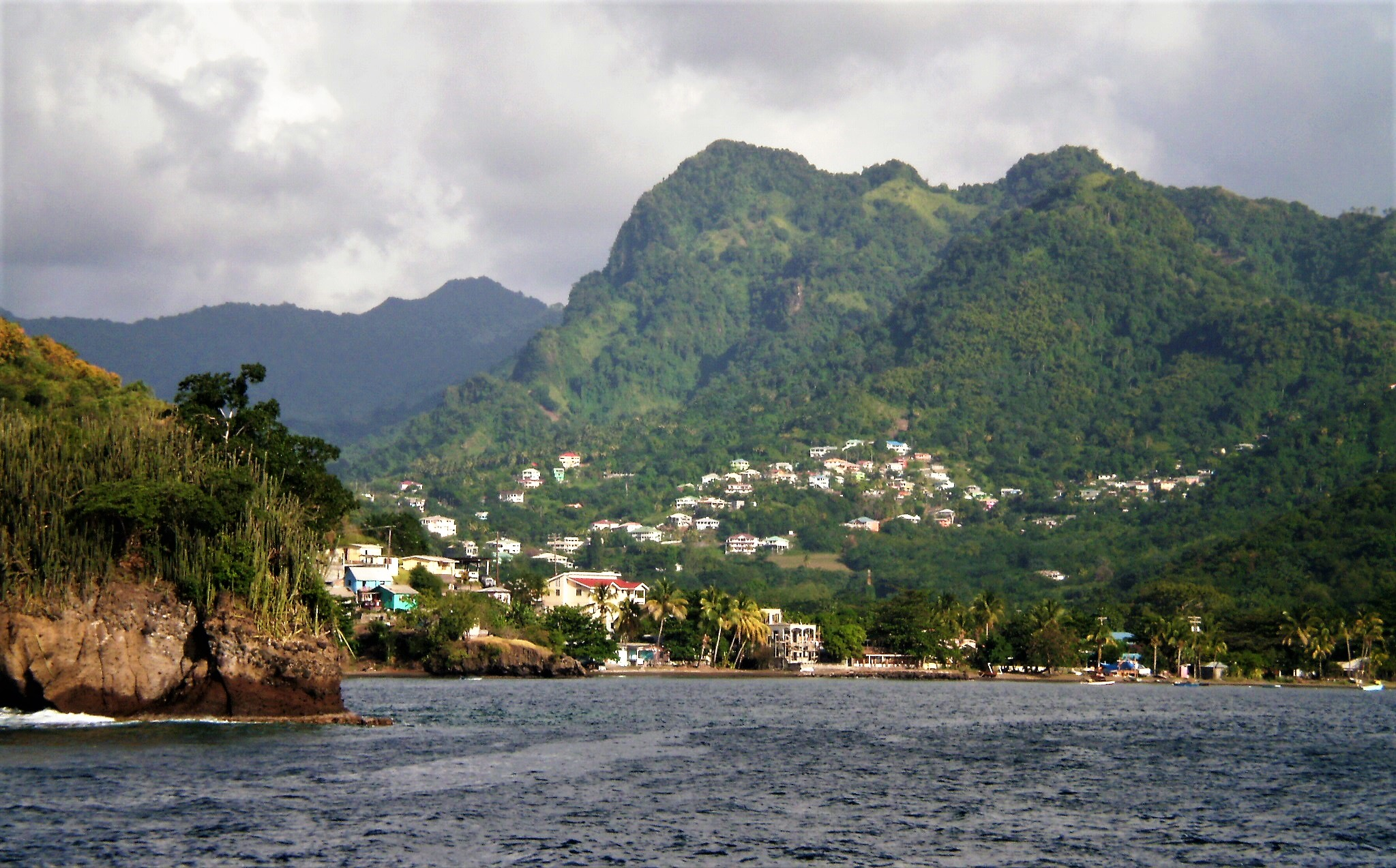
Vista de Layou desde el mar

La parroquia de San Andrés (inglés: Saint Andrew Parish) es una de las seis divisiones administrativas de San Vicente y las Granadinas. Posee una superficie de 29 km² y 6700 pobladores, lo que da una densidad de 44,96 personas por kilómetro cuadrado. Su ciudad capital es Layou.
Aldeas de esta parroquia:
| Aldea         | Coordenadas                                 |
| ------------- | ------------------------------------------- |
| Camden Park   |                                             |
| Chauncey      |                                             |
| Clare Valley  | 13°09′43″N 61°14′32″O / 13.16194, -61.24222 |
| Dubois        | 13°11′04″N 61°12′47″O / 13.18444, -61.21306 |
| Edinboro      |                                             |
| Francois      |                                             |
| Layou         | 13°12′11″N 61°16′08″O / 13.20306, -61.26889 |
| Liberty Lodge |                                             |
| Montrose      |                                             |
| Pembroke      | 13°11′01″N 61°14′16″O / 13.18361, -61.23778 |
| Questelles    | 13°10′11″N 61°13′08″O / 13.16972, -61.21889 |
| Redemption    |                                             |
| Vermont       | 13°12′11″N 61°12′11″O / 13.20306, -61.20306 |

- Datos: Q2305115
- Multimedia: Saint Andrew Parish, Saint Vincent and the Grenadines / Q2305115